# Toronaeus
Toronaeus is een kevergeslacht uit de familie van de boktorren (Cerambycidae). De wetenschappelijke naam van het geslacht werd voor het eerst geldig gepubliceerd in 1864 door Bates.

## Soorten
Toronaeus omvat de volgende soorten:
- Toronaeus figuratus Bates, 1864
- Toronaeus incisus (Bates, 1864)
- Toronaeus lautus Monné, 1990
- Toronaeus magnificus (Tippmann, 1953)
- Toronaeus perforator Bates, 1864
- Toronaeus simillimus Monné, 1974
- Toronaeus suavis Bates, 1864
- Toronaeus sumptuosus Lane, 1973
- Toronaeus terebrans Bates, 1864
- Toronaeus virens Bates, 1864